# Mat Ala
Mat Ala és un petit volcà en escut de 493 msnm de la serralada sud de Tat Ali, a l'est del volcà Afdera, a Etiòpia. Una caldera de 300 metres de profunditat i 2,5x3,5 km d'amplada es troba al seu cim. Ha estat actiu durant l'Holocè, amb fumaroles actives en una fissura al vessant sud-oest del volcà.